# Livre du Ghana
La livre du Ghana est l'ancienne devise du Ghana et le nom de sa première monnaie en tant qu'État indépendant. 
Elle était divisée en 20 shillings et 240 pence.
Introduite en 1958, elle est remplacée par le cedi en 1965 au taux de 1 livre du Ghana pour 2,4 cedis.